# Patinage de vitesse sur piste courte aux Jeux olympiques de 2018 - 1 000 mètres femmes
Navigation
Sotchi 2014 Pékin 2022
L'épreuve féminine de 1000 mètres de patinage de vitesse sur piste courte ou Short Track a lieu les 20 (qualifications) et 22 février 2018 (quart de finale, demi-finale et finale) aux JO d'hiver de Pyeongchang.

## Médaillés
| Or                      | Argent           | Bronze                |
| Suzanne Schulting (NED) | Kim Boutin (CAN) | Arianna Fontana (ITA) |

## Résultats

### Séries
Q — qualifié
PEN — pénalité
| Rang | Série | Athlète               | Nationalité     | Temps    | Notes |
| ---- | ----- | --------------------- | --------------- | -------- | ----- |
| 1    | 1     | Shim Suk-hee          | Corée du Sud    | 1:34.940 | Q     |
| 2    | 1     | Véronique Pierron     | France          | 1:35.299 | Q     |
| 3    | 1     | Bianca Walter         | Allemagne       | 1:36.128 | ADV   |
| —    | 1     | Han Yutong            | Chine           |          | PEN   |
| 1    | 2     | Choi Min-jeong        | Corée du Sud    | 1:31.190 | Q     |
| 2    | 2     | Qu Chunyu             | Chine           | 1:31.279 | Q     |
| 3    | 2     | Anastassiya Krestova  | Kazakhstan      | 1:31.557 |       |
| —    | 2     | Deanna Lockett        | Australie       |          | PEN   |
| 1    | 3     | Suzanne Schulting     | Pays-Bas        | 1:29.519 | Q     |
| 2    | 3     | Ekaterina Efremenkova | Russie (OAR)    | 1:29.598 | Q     |
| 3    | 3     | Kim Iong-a            | Kazakhstan      | 1:29.703 |       |
| 4    | 3     | Petra Jászapáti       | Hongrie         | 1:29.838 |       |
| 1    | 4     | Arianna Fontana       | Italie          | 1:30.676 | Q     |
| 2    | 4     | Valérie Maltais       | Canada          | 1:30.773 | Q     |
| 3    | 4     | Jessica Kooreman      | États-Unis      | 1:31.657 |       |
| 4    | 4     | Kathryn Thomson       | Grande-Bretagne | 1:32.150 |       |
| 1    | 5     | Lara van Ruijven      | Pays-Bas        | 1:30.896 | Q     |
| 2    | 5     | Magdalena Warakomska  | Pologne         | 1:31.259 | Q     |
| 3    | 5     | Andrea Keszler        | Hongrie         | 1:31.446 | ADV   |
| —    | 5     | Elise Christie        | Grande-Bretagne |          | YC    |
| 1    | 6     | Li Jinyu              | Chine           | 1:32.335 | Q     |
| 2    | 6     | Yara van Kerkhof      | Pays-Bas        | 1:43.364 | Q     |
| —    | 6     | Sofia Prosvirnova     | Russie (OAR)    |          | PEN   |
| —    | 6     | Anna Seidel           | Allemagne       |          | PEN   |
| 1    | 7     | Kim A-lang            | Corée du Sud    | 1:30.459 | Q     |
| 2    | 7     | Marianne St-Gelais    | Canada          | 1:30.512 | Q     |
| 3    | 7     | Sumire Kikuchi        | Japon           | 1:30.970 |       |
| —    | 7     | Lana Gehring          | États-Unis      |          | PEN   |
| 1    | 8     | Kim Boutin            | Canada          | 1:32.402 | Q     |
| 2    | 8     | Hitomi Saito          | Japon           | 1:32.457 | Q     |
| 3    | 8     | Charlotte Gilmartin   | Grande-Bretagne | 1:32.899 |       |
| 4    | 8     | Cynthia Mascitto      | Italie          | 1:32.926 |       |

### Quarts de finale
Q — qualifié
PEN — pénalité
ADV – repêché
YC – carton jaune
| Rang | Série | Athlète               | Nationalité  | Temps    | Notes |
| ---- | ----- | --------------------- | ------------ | -------- | ----- |
| 1    | 1     | Kim Boutin            | Canada       | 1:30.013 | Q     |
| 2    | 1     | Kim A-lang            | Corée du Sud | 1:30.137 | Q     |
| 3    | 1     | Marianne St-Gelais    | Canada       | 1:30.180 |       |
| 4    | 1     | Véronique Pierron     | France       | 1:30.323 |       |
| 5    | 1     | Bianca Walter         | Allemagne    | 1:31.085 |       |
| 1    | 2     | Arianna Fontana       | Italie       | 1:30.074 | Q     |
| 2    | 2     | Valérie Maltais       | Canada       | 1:30.131 | Q     |
| 3    | 2     | Li Jinyu              | Chine        | 1:30.175 |       |
| 4    | 2     | Hitomi Saito          | Japon        | 1:30.804 |       |
| 1    | 3     | Choi Min-jeong        | Corée du Sud | 1:30.940 | Q     |
| 2    | 3     | Qu Chunyu             | Chine        | 1:31.284 | Q     |
| 3    | 3     | Magdalena Warakomska  | Pologne      | 1:31.698 |       |
| 4    | 3     | Lara van Ruijven      | Pays-Bas     | 1:31.754 |       |
| 1    | 4     | Shim Suk-hee          | Corée du Sud | 1:29.159 | Q     |
| 2    | 4     | Suzanne Schulting     | Pays-Bas     | 1:29.377 | Q     |
| 3    | 4     | Ekaterina Efremenkova | Russie (OAR) | 1:29.466 |       |
| 4    | 4     | Yara van Kerkhof      | Pays-Bas     | 1:29.670 |       |
| 5    | 4     | Andrea Keszler        | Hongrie      | 1:30.642 |       |

### Demi-finales
QA — qualifié pour la finale A
QB — qualifié pour la finale B
PEN — pénalité
ADV – repêché
YC – carton jaune
| Rang | Série | Athlète           | Nationalité  | Temps    | Notes |
| ---- | ----- | ----------------- | ------------ | -------- | ----- |
| 1    | 1     | Kim Boutin        | Canada       | 1:29.065 | QA    |
| 2    | 1     | Arianna Fontana   | Italie       | 1:29.156 | QA    |
| 3    | 1     | Kim A-lang        | Corée du Sud | 1:29.212 | QB    |
| —    | 1     | Valérie Maltais   | Canada       |          | PEN   |
| 1    | 2     | Suzanne Schulting | Pays-Bas     | 1:30.949 | QA    |
| 2    | 2     | Shim Suk-hee      | Corée du Sud | 1:30.974 | QA    |
| 3    | 2     | Choi Min-jeong    | Corée du Sud | 1:31.131 | ADV   |
| —    | 2     | Qu Chunyu         | Chine        |          | PEN   |

### Finale B
La Finale B est annulé puisque qu'une seule patineuse y aurait participée

### Finale A
| Rang                                | Athlète           | Nationalité  | Temps    | Notes |
| ----------------------------------- | ----------------- | ------------ | -------- | ----- |
| Médaille d'or, Jeux olympiques      | Suzanne Schulting | Pays-Bas     | 1:29.778 |       |
| Médaille d'argent, Jeux olympiques  | Kim Boutin        | Canada       | 1:29.956 |       |
| Médaille de bronze, Jeux olympiques | Arianna Fontana   | Italie       | 1:30.656 |       |
| 4                                   | Choi Min-jeong    | Corée du Sud | 1:42.434 |       |
| —                                   | Shim Suk-hee      | Corée du Sud |          | PEN   |